# Manuel Díaz Fernández
Manuel Díaz Fernández de nombre artístico El Flecha (n. Algeciras, 1942) es un cantaor de flamenco perteneciente a la familia flamenca de Los Chaqueta en la que destacaron su hermano José Antonio Díaz Fernández Chaquetón, su padre El Flecha de Cádiz, sus tíos maternos de la saga de los Chaqueta Tomás El Chaqueta, Antonio El Chaqueta, Adela La Chaqueta, Antonio El Chaleco y Salvador Pantalón y su abuelo José Fernández Vargas El Mono.
A la muerte de su madre Manuel Díaz Fernández se traslada junto a su hermano de Algeciras, donde su padre regentaba un famoso bar, a Madrid para vivir con su tío El Chaqueta. En esta ciudad comienza a realizar sus primeras actuaciones flamencas, a pesar de que en un principio quería dedicarse al toreo, haciéndose un nombre en la capital de España. Así su carrera musical ha tenido lugar principalmente en Madrid recorriendo diversos tablaos de importancia y compartiendo escenario con los más notables artistas del flamenco como la bailaora Blanca del Rey del Corral de la Morería.